# Serie A 2010-11
La Serie A 2010-11 (coneguda com la Sèrie A TIM per motius de patrocini) va ser la 109a edició de la Lliga italiana de futbol i la 79a temporada d'ençà que es disputa en sistema de lliga i la primera des de la seva organització sota un comitè de lliga independent de la Sèrie B. Va començar el 28 d'agost de 2010 i va acabar el 22 de maig de 2011. L'Inter va ser el campió.

## Resultat
El Milan va guanyar la Sèrie A 2010-11 i el seu 18è títol de lliga a la general amb un empat a cero contra la Roma el 7 de maig de 2011. Aquest resultat va assegurar que quan faltaven dues rondes, el rival més proper del Milan, l'Inter, només pogués empatar a punts, i el Milan mantenia el desempat basant-se en el seu millor registre d'enfrontaments. El resultat va provocar celebracions a la Piazza del Duomo de Milà. El trofeu es va lliurar en el següent partit del Milan a casa el 14 de maig.
Va ser el primer Scudetto de Milà des del 2004 i va posar fi a una sèrie de cinc títols successius de la Sèrie A del seu rival Internazionale. Va ser el primer títol de lliga per a l'entrenador Massimiliano Allegri, guanyant en el seu primer any amb el Milan i que va ser per a molts una opció sorpresa com a entrenador. El Milan va liderar la taula durant la major part de la temporada i s'assegurava el títol quan restaven dos partits. En particular, van derrotar al defensor del camp, l'Inter, dues vegades durant la temporada i també van fer el mateix amb el tercer lloc, el Nàpols. El Milan es va acreditar per reforçar la seva plantilla amb Zlatan Ibrahimović i Robinho a l'estiu, així com per recollir Antonio Cassano i Mark van Bommel al gener.
Fins a la Sèrie A 2020-21 la Juventus no va guanyar cap Scudetto.

## Canvi de normes
Les normes per al registre de nacionals no comunitaris (o no membres de l'EFTA o suïssos) transferits des de l'estranger es van revisar l'estiu de 2010 i es van anunciar el 2 de juliol de 2010. Els clubs només podien fitxar un jugador no comunitari (en lloc de dos anteriors) i aquest jugador només es podia fitxar si un membre actual de la plantilla que no fos nacional de la UE s'hagués venut o venut a l'estranger. L'anunci tardà d'aquest canvi de regla va fer que alguns clubs haguessin de cancel·lar les transferències previstes. El Parma, per exemple, havia de fitxar tant el colombià Pablo Armero del Palmeiras brasiler, que posteriorment va fitxar per l'Udinese, com el jugador de l'agència brasilera Zé Eduardo, però va haver de triar entre ells i finalment va cedir aquest últim. El seu traspàs sortint va ser Julio César de León, que va passar a l'equip xinès Shandong Luneng Taishan.

## Classificació
- Font: www.resultados-futbol.com/serie_a2011'